# Alexis Weissenberg
Alexis Sigismund Weissenberg (bulharsky: Алексис Сигизмунд Вайсенберг; 26. července 1929 Sofie - 8. ledna 2012 Lugano) byl bulharsko-francouzský klavírista židovského původu. Proslul interpretací Rachmaninových a Čajkovského děl, zejména pod vedením Herberta von Karajana.

## Život
Ve třech letech začal chodit na hodiny klavíru k bulharskému skladatelovi Pančo Vladigerovi. V osmi měl první veřejné vystoupení. V roce 1941 se s matkou pokusili uprchnout z Německem okupovaného Bulharska do Turecka, ale byli chyceni a uvězněni v provizorním koncentračním táboře. Po třech měsících byli propuštěni, podle Weissenbergova svědectví poté, co německá stráž slyšela, jak hraje na tahací harmoniku Schuberta. Za odměnu ho odvedla s matkou na nádraží, hodila mu harmoniku oknem a řekla: „Hodně štěstí“. Bezpečně dorazili do Istanbulu o den později.
V roce 1945 emigrovali do Palestiny, kde chodil na jeruzalémskou akademii a zahrál si s Izraelskou filharmonií pod vedením Leonarda Bernsteina. V roce 1946 odešel do Spojených států, aby studoval na Juilliard School u Olgy Samaroffové. Studoval také u Artura Schnabela a Wandy Landowské. V roce 1947 prožil newyorský debut, při produkci Rachmaninovova Klavírního koncertu č. 3 ho doprovázela Newyorská filharmonie vedená Georgem Szellem. Spolupracoval též s Filadelfským orchestrem vedeným Eugenem Ormandym, s nímž Weissenberg vyhrál Leventrittovu soutěž. Od roku 1956 žil v Paříži. V letech 1957 až 1965 přestal načas vystupovat a věnoval se zejména výuce. Ve své klavírní mistrovské škole v Engelbergu ve Švýcarsku měl mnoho pozoruhodných studentů, mezi nimiž nechyběl ani český klavírista Ivan Moravec. Restartoval kariéru v roce 1966 recitálem v Paříži. Později téhož roku hrál v Berlíně Čajkovského Klavírní koncert č. 1 pod taktovkou Herberta von Karajana, který ho pochválil jako „jednoho z nejlepších klavíristů naší doby“. V pozdějších letech se začal věnovat i skládání, napsal muzikál Nostalgie, který měl premiéru ve Státním divadle v Darmstadtu dne 17. října 1992.
Zemřel ve švýcarském Luganu na Parkinsonovu nemoc.